# Japsand

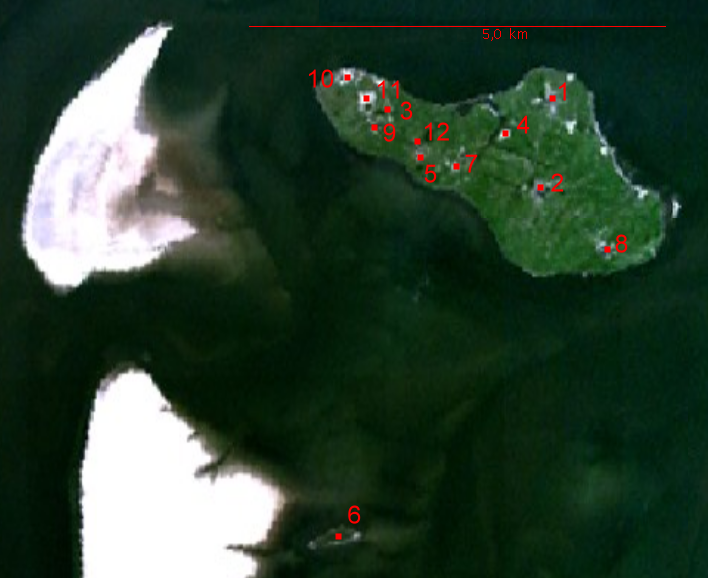
Ảnh vệ tinh chụp Japsand (góc trên bên trái)

Japsand (tiếng Bắc Frisia: Japsun) là một bãi cát nằm ở cực bắc của đảo chắn Bắc Frisia thuộc Vườn quốc gia biển Wadden Schleswig-Holstein. Với chiều dài tính theo hướng bắc-nam vào khoảng 3 km, chiều rộng tính theo hướng tây-đông khoảng 2 km và diện tích gần 3 km², đây được xem là bãi cát nhỏ nhất trong nhóm ba bãi cát hợp thành đảo chắn Bắc Frisia.

## Địa lý
Japsand nằm cách hallig Hooge khoảng 2 km về phía tây. Nơi cao nhất của bãi đạt cao độ 1 m so với mực triều cao trung bình (MTHw). Phía bắc của Japsand là lạch triều Süderaue. Về phía tây của bãi cát này là Seesand - một bãi cát đã chìm ngập xuống biển vào năm 1903. Cách Japsand khoảng 5,6 km về phía đông bắc là hallig Langeneß. Đi về phía tây bắc khoảng 6–7 km là đảo Amrum và bãi cát Kniepsand. Về phía nam, Japsand bị ngăn cách với Norderoogsand bởi một lạch triều tên là Hoogeloch.
Japsand cùng hai bãi cát trong đảo chắn Bắc Frisia là Norderoogsand và Süderoogsand vẫn đang tiếp tục bồi tụ ("dịch chuyển") về phía đông. Trong các thập niên vừa qua thì bãi này đã đạt được mức tăng trưởng nhanh chóng nhất xét về mặt diện tích và thể tích trong số ba bãi cát. Theo mô hình vi tính của Đại học Kiel thì Japsand sẽ hợp nhất với Norderoogsand vào năm 2050 và khi đó chúng sẽ dính liền với hallig Norderoog ở phía đông của hai thực thể này.
| Bãi cát               | Tốc độ "dịch chuyển" hướng về đất liền (phía đông) |
| --------------------- | -------------------------------------------------- |
| Japsand               | 44 m/năm                                           |
| Süderoogsand          | 36 m/năm                                           |
| Norderoogsand         | 20 m/năm                                           |
| Nguồn: Taubert (1982) |                                                    |

| Bảng minh họa sự phát triển của Japsand |                                          |                                        |                                   |                                       |
| Năm                                     | Mực triều cao trung bình (MTHw) (NN + m) | Diện tích đất nổi trên MTHw (triệu m²) | Độ cao trung bình so với MTHw (m) | Thể tích cát nằm trên MTHw (triệu m³) |
| 1947                                    | 1,00                                     | 1,99                                   | 0,06                              | 0,12                                  |
| 1965                                    | 1,10                                     | 1,90                                   | 0,13                              | 0,25                                  |
| 1980                                    | 1,16                                     | 2,90                                   | 0,14                              | 0,41                                  |
| 1991                                    | 1,22                                     | 2,97                                   | 0,26                              | 0,77                                  |
| Nguồn: Hofstede (1997)                  |                                          |                                        |                                   |                                       |

Chú thích
- NN: mực nước trung bình biển Bắc

## Khu bảo tồn
Phần lớn bãi cát Japsand nằm trong khu bảo tồn mang tên Vườn quốc gia biển Wadden Schleswig-Holstein và cần phải có giấy phép đặc biệt để tiếp cận khu vực này. Khách viếng thăm chỉ được phép đến vùng chóp phía bắc của bãi cát và không được đi vào vùng còn lại.